# Contea di Binhai
La contea di Binhai (滨海县S, Bīnhǎi XiànP) è una contea della Cina, situata nella provincia di Jiangsu e amministrata dalla prefettura di Yancheng.